# Barda (rollespilsverden)
 For alternative betydninger, se Barda. (Se også artikler, som begynder med Barda)
Barda er en tv-serie for børn og unge på DR Ramasjang. Navnet "Barda" refererer i tv-serien til et eventyrland, hvor handlingen i tv-serien udspiller sig. To almindelige børn i alderen 7-11 år sendes i hver episode på en mission i eventyrlandet for at hjælpe seriens spilmester Martin med at redde eventyrlandet fra ondskaben.
Barda er en blanding af live-rollespil, reality-tv og fiktion. Centralt i tv-serien står en animations-sekvens, hvor det enkelte afsnits dramatiske højdepunkt som oftest ligger.
Serien blev første gang sendt i 2005 og er udviklet af Martin Rauff-Nielsen, Mette Mailand og Mariella Harpelunde Jensen på tv-produktionsselskabet EYEWORKS. 
I Danmark er produceret Barda I (2005), Barda II (2006), Barda III (2007), Barda IV (2009), Barda V (2010), Barda VI (2012).
Tv-konceptet er desuden solgt til Sverige og Norge, hvor SVT sendte sin første sæson i 2007, og NRK sendte sin første sæson i efteråret 2012.

## Sæsoner i Danmark
- Barda 1: Runestjælerne
- Barda 2: Portalen til Tomheden
- Barda 3: Ravnen og det mekaniske hjerte
- Barda 4: Kampen mod skyggekrigeren
- Barda 5: De fortabte sjæle
- Barda 6: Hundemandens løfte

### Sæson 1: Runestjælerne
Denne sæson handler om, at nogle mørke væsner truer Barda, og derfor skal tyve børn samle den magiske krystal og de ni runer. I hvert afsnit mødes to børn, der aldrig har mødt hinanden før. Sammen skal de løse en opgave hos forskellige folk, som bor i Barda for at få krystallen eller en rune. Hvert afsnit starter med, at spilmester Martin informerer om, hvilke roller børnene skal spille, og hvor de skal gå hen. Det hele kulminerer i, at børnene samler de ni runer og krystallen, og den besværgelse, der skal kastes over dem for at redde Barda, bliver gennemført.
Der er 11 afsnit, da afsnit 10 er et dobbelt afsnit. Der er ikke nogen gennemgående skurk igennem afsnittene.

### Sæson 2: Portalen til Tomheden
Denne sæson handler om, at en ond Troldkvinde Assa ill har skabt en portal mellem Barda og Tomheden og har knust Nøglen i ni stykker. For at lukke portalen, har spilmester Martin hidkaldt 20 børn til at finde de 9 nøglesten så de kan få lukket portalen, så der ikke kommer flere skabninger fra Tomheden til Barda. Lykkedes det at finde de 9 nøglesten, og kan de forhindre Assa ills planer om at overtage Barda. Alt er på spil.

### Sæson 3: Ravnen og Det mekaniske Hjerte
En ravnlignende skabning har bygget en magisk kriger, som han har stjålet tegninger af fra en død videnskabsmand, og han har en plan med projektet af den magiske kriger. Han vil udrydde Bardas helte som hævn, efter de fik besejret hans mesterinde Assa ill. Martin har hidkaldt 20 børn til at stoppe ravnens planer med krigeren. Børnene skal finde et magisk hjerte og seks tandhjul, der kan forhindre krigeren i at blive ond. Lykkedes det børnene at snige sig uden om ravnen, og kan de finde hjertet og tandhjulene, før ravnen får sin kriger til at blive ond.

### Sæson 4: Kampen mod skyggekrigeren
En Dværgkrigerprinsesse Tili bliver jaget af en stor sort skyggekriger, som vil overtale hende til at blive ond igen, som hun ikke er interesseret i. Hun er en af de 9, der deltog i den store krig mellem Barda og Tomheden og var den eneste overlevende fra Tomheden. I mellemtiden har Spilmester Martin lagt en plan med Troldmanden og åndemager Harrud Dim og hidkaldt 20 børn, der skal forhindre Skyggekrigeren i at gennemføre sine planer med Tili. De skal lede efter 9 magiske tatoveringer, som bæres af de 9, som befinder sig i Barda. De skal opsøge dem for at få tatoveringerne, men det bliver ikke det nemt, da de alle kan være ret modvillige og onde, fordi de er skabninger fra Tomheden og derfor holder med Skyggekrigeren.

### Sæson 5: De fortabte sjæle
Efter kampen mod skyggekrigeren, blev Martins ven Harrud Dim taget til fange af skyggekrigeren, som tog ham med i tomheden. Martins lærling Nijas er rejst bort for at åbne tvillingdørene til tomheden som kan redde Harrud Dim. Men et mystisk væsen som hedder Adrab  kom ud af tvillingdørene og tog ham med sig i tomheden. Martin har hidkaldt 18 børn som skal finde 7 nøgler til ønskernes skrin som kan bringe Nijas og Harrud Dim tilbage. De 7 nøgler vogtes af 7 prøvevogtere og nøglerne er forseglet i 7 glas talismaner, som kun kan smadres med en prøvehammer. Men det bliver ikke let at få fat i nøglerne, for væsnet Adrab er også ude efter nøglerne, og det bliver kamp mod ham for at missionen kan lykkedes.

### Sæson 6: Hundemandens løfte
Denne sæson handler om en hundemand der har solgt sin datter til troldkvinden Assa il for guld og sølv, Forhandlingen går ud på at Assa-il kun går med til at lade hundemanden datter gå, hvis hun derimod får vallendurskrone. Martin har hidkaldt 18 børn der hver især skal finde nogen melodier som kan låse kronen op, så hundemanden kan få sin datter tilbage.

## Barda træf
Barda træf er et arrangement, som startede i sommeren 2009. Arrangementet handler om at sørge for, at de aspirerende spilmestre kan lære mere om Bardas fantastiske univers. 
Det er en 4-dages forsamling, hvor man spiller rollespil og taler med kendte personligheder fra Barda.

## Spin-off
Barda er desuden et online spil på DR's websted og et årligt rollespilstræf, der i 2010 havde ca. 12.000 besøgende. Her kan man queste, dræbe monstre, forsvare Barda og finde nye venner.  
Serien har været medvirkende til, at subkulturen rollespil er blevet populariseret mere mainstream i Danmark.[kilde mangler]

## Senere kulturel placering
Siden afslutningen på Barda har tv-serien for mange fået en kultligende status i Danmark. Der er blevet lavet adskillige "Barda memes", og for en generation af danskere er Spilmester Martin blevet en slags ikon - både på en positiv, men også lidt ironisk måde.
Instruktøren bag serien, Mariella Harpelund Jensen, har selv drøftet dette emne i et afsnit af podcasten Filmkultisterne (senere Kulturkultisterne).